# Castelvetere in Val Fortore
Castelvetere in Val Fortore là một đô thị ở tỉnh Benevento trong vùng Campania, có vị trí khoảng 90 km về phía đông bắc của Napoli và khoảng 35 km về phía đông bắc của Benevento. Tại thời điểm ngày 31 tháng 12 năm 2004, đô thị này có dân số 1.665 người và diện tích là 34,5 km².
Castelvetere in Val Fortore giáp các đô thị: Baselice, Colle Sannita, Riccia, San Bartolomeo in Galdo, Tufara.